# Amiga 1000
Amiga 1000 är den första kommersiella varianten av datorer inom gruppen datorer benämnda Amiga. Datorn har 256 kB RAM och ett operativsystem lagrat på en 3,5" floppydisk.